# 水戸市水道高区配水塔
水戸市水道高区配水塔（みとしすいどうこうくはいすいとう）は昭和前期に茨城県水戸市が全市域に近代水道を敷設するにあたり建設した給水塔である。1999年（平成11年）に解体され現存していない。

## 概要
高区配水塔は高さ約41.3メートルで頂部に容量757立方メートルの円筒形の水槽を戴いた鉄鋼トラス構造の配水塔であった。住所表記では水戸市渡里町小山、茨城大学の西約100メートルのあたりに建っていた。
創設時の水戸市の水道システムは浄水場として芦山浄水場、配水塔として高区配水塔と低区配水塔を建設し、取水地を渡里村芦山の那珂川の中州にし、そこの伏流水を芦山浄水場に引込み浄化処理後、高区配水塔と低区配水塔に高揚ポンプで送水し、自然流下で各戸に配水する、というものであった。高区配水塔は"上市（うわいち）"と呼ばれる市北西部の台地地区（＝高区）に配水する役目を持っていた。一方の低区配水塔は"下市（しもいち）”と呼ばれる市東部の低地地区（＝低区）に配水した。このように2系統で配水したのは上市と下市には約24メートルの高低差があることから、1塔で全市に配水するのは経済的に不利益があるためであった。
芦山浄水場から高区配水塔への送水は2台のポンプで行われ、送水管は口径450ミリメートル、延長750メートルであった。
創設時計画では2塔あわせて給水人口は8万人、1日の給水量は32万立方尺（約8904立方メートル）だった。
1932年（昭和7年）に建設され、1998年（平成10年）に運転を終了し、その後老朽化により1999年（平成11年）に解体され現存していない。跡地も更地となり売却された。
壮麗な外観の低区配水塔に比べ”地味”とも言われた高区配水塔であるが、現存中は芦山浄水場、低区配水塔と併せて『近代水道百選』のひとつに選ばれている。
高区配水塔周辺写真
- 1980年の高区配水塔と芦山浄水場近辺の空中写真
- 1975年の高区配水塔付近の空中写真

## 歴史

### 建設

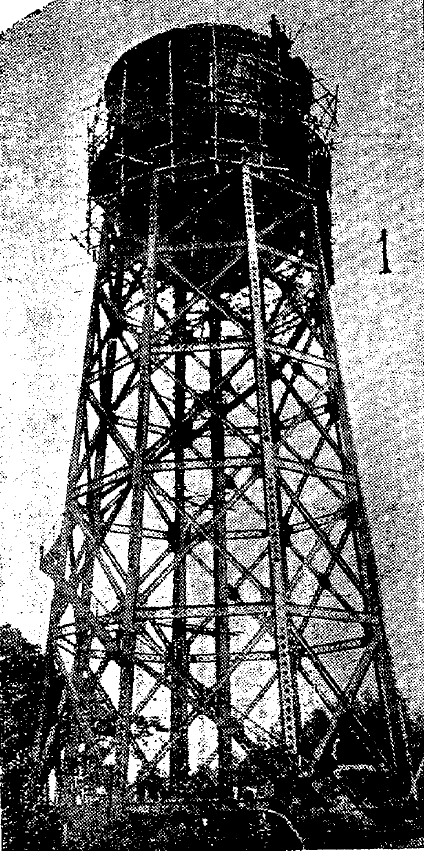
上部に足場が有る建設中の高区配水塔

1931年（昭和6年）4月20日には基礎工事に着手し、同年7月14日に基礎工事が終了した。7月10日には福島県平町掻槌小路に本社をおく堀江工業株式会社が塔の建設工事に着手した。着工後、何度も竣工の延期がなされたものの、塔の本体工事は1932年（昭和7年）5月15日に、その他の附属工事も8月には完了した。本体工事にかかった金額は44451.730円であった。2022年の価格に相当すると約4600万円となる。

### 戦時中
太平洋戦争末期の1945年（昭和20年）7月30日、高区配水塔は機銃掃射を受けてタンクの25か所が被弾したが、機銃掃射から2時間30分後には修理が完了した。8月2日には大規模な水戸空襲で水戸市街地が停電したが、高区配水塔は自家発電によって送水を継続した。8月3日にはやはり機銃掃射でタンクの42か所が被弾し、タンクが散水器に見えるほどの漏水があったが、こちらも1時間程度で修理が完了している。
浄水場関係者はかねてからタンクへの機銃掃射を想定し、3種類のリベットを約200個製作して備えていた。浄水場関係者による努力に水戸市民は感激し、8月16日には渡辺覚造水戸市長から浄水場関係者に対して金一封が、水戸市議会議長から浄水場関係者に対して金100円が贈られている。

### 戦後
戦争中に受けた傷を治すため、1950年（昭和25年）9月5日から7日にかけて、機銃弾痕補修、塗装、リベット打替工事が行われた。その工事の間はポンプによる直接送水で各戸に給水された。
1985年（昭和60年）には芦山浄水場や水戸市水道低区配水塔とあわせて「近代水道百選」に選出された。

### 使用停止と解体
増大する人口に対応すべく水戸市は1986年（昭和61年）にる楮川ダムと楮川浄水場を建設した。市の上水道体制はここを中心とするものに移行していき、高区配水塔を含む創設期の施設は老朽化もあって、その役目を終える時を迎えた。1991年（平成3年）からは楮川浄水場内に既存の芦山浄水場等の代替施設の整備を開始し、楮川浄水場から家庭へ直接給水するシステムに移行した。これにより高区配水塔は1992年3月末で使用が停止された。芦山浄水場も1993年（平成5年）に稼働を停止した。使用停止後の高区配水塔は保存も検討されたが、タンク屋根の破損が著しく危険な状態であり修理・保存するには高額な経費が予想されることから解体することが決まった。解体工事は1998年（平成10年）12月25日に27,825,000円で津久波工業と契約され、翌年3月に解体完了した。

### 解体後

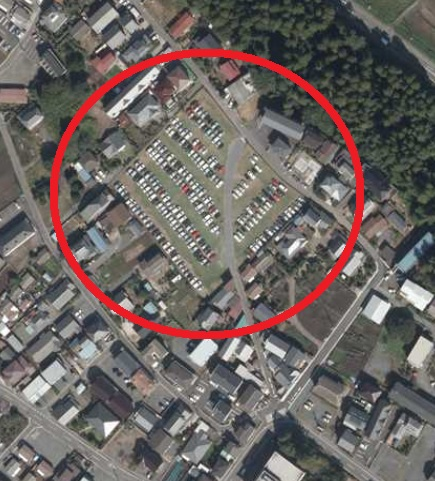
解体後の高区配水塔跡地空中写真（2012年10月13日撮影）

解体された跡地は災害対策用として地下に耐震型循環式飲料水貯水槽を設置する考えもあったが、結局、基礎も撤去され更地となった。更地となった跡地は売却する方向で検討が進められた。だが、跡地の周囲は埋蔵文化財の包蔵地域で、かつ風致地区という、開発するには手間がかかる地域であるため通常の売却手続きでは買い手がつかないことが予想された。そこで水戸市は不動産業者等の仲介で買い手を斡旋してもらう「斡旋制度」を活用した売却に着手し、2011年（平成23年）1月14日から3月31日の間、「斡旋制度」を活用した買い手探しを実施した。だが、申込者は無かった。その理由として東日本大震災の影響もあげられている。
その後は2012年（平成24年）3月に北東側道路の狭隘道路整備事業に伴うセットバックで一部が売却されたが6773平方メートルの跡地は買い手が付かないままであり、時たま公共下水道工事に伴う迂回道路、工事車両等の仮設駐車場、茨城大学等への臨時駐車場として貸付けが行われている程度の利用であった。
が、2015年（平成27年）に事態が動き、同年11月16日に一般競争入札で売却された。

## 構造

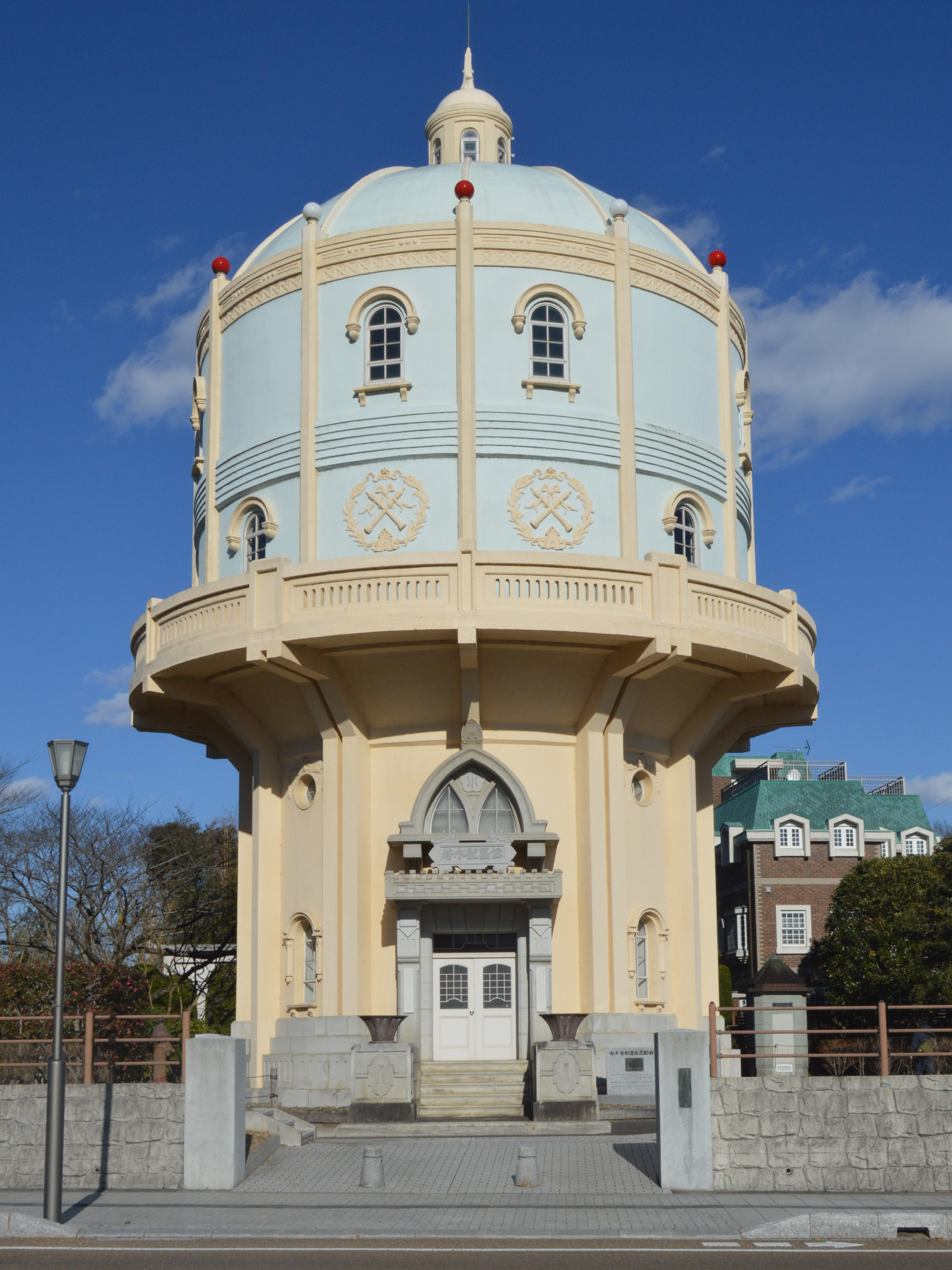
同時に建設された低区配水塔

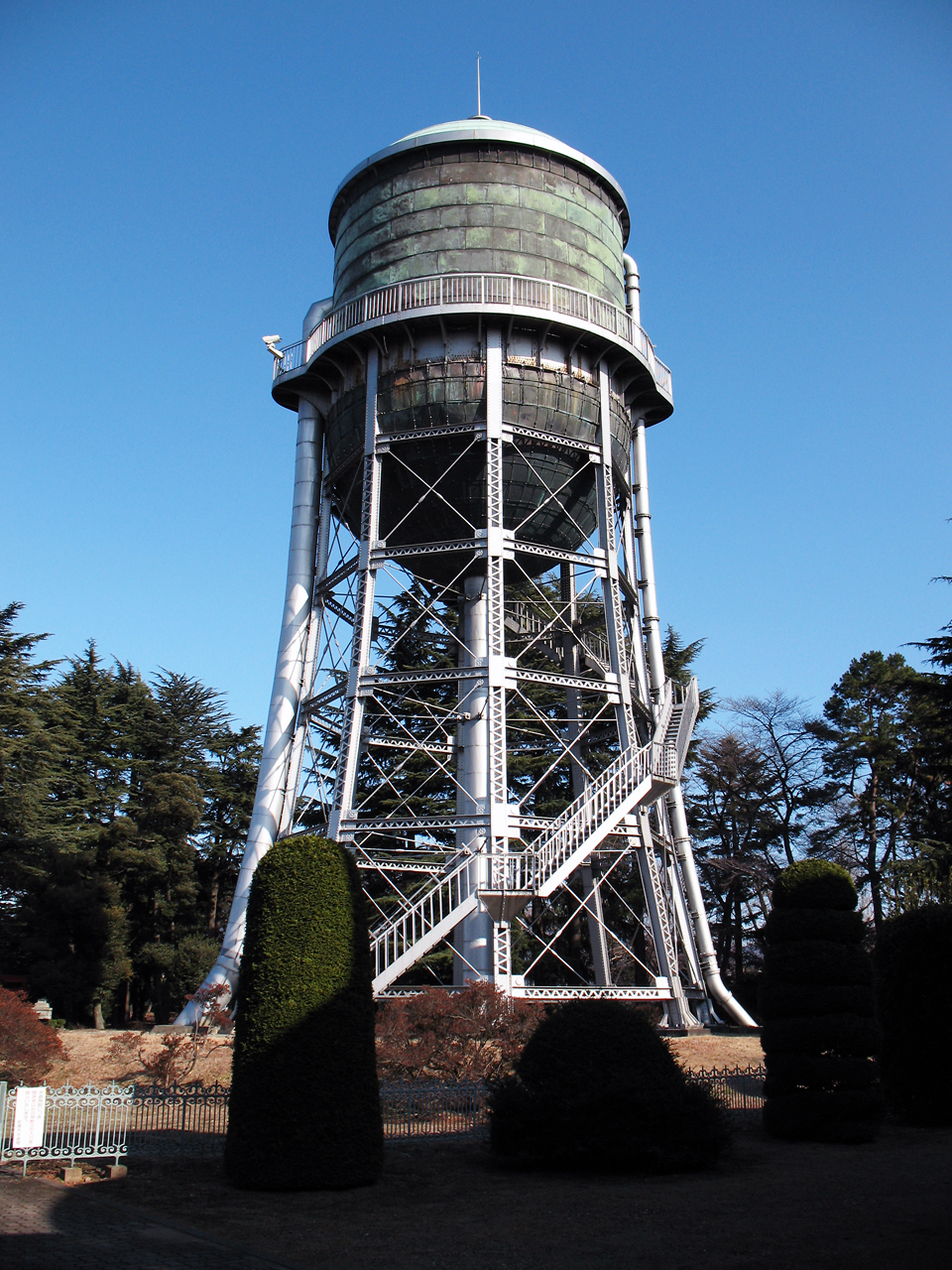
敷島浄水場配水塔

高区配水塔は、鉄鋼のトラス構造で8本の長柱で水槽を支持する形状であった。地上からの全長（避雷針を除く）は約41.3メートル（136.342尺)、満水面までの高さは37メートルであった。
水槽は円筒形で、直径10.3メートル（34尺）高さ約6メートル（20尺）で底部は半球形で中央の深さは5.1メートル（17尺）である。全水深は約11メートル（36尺5寸）で容量は757立方メートルで給水人口5万人に対して3時間余の貯水量を有した。
華麗な装飾で低区配水塔と比較して「地味で武骨な外観」「鉄骨むき出しの無粋な造り」などと評された。現存するものでは群馬県前橋市にある高区配水塔に先立つ1929年（昭和4年）に建てられた敷島浄水場配水塔に近似している。